# Лемва
Ле́мва (коми Льӧмва) — река в Республике Коми, левый приток реки Уса (бассейн Печоры).

## Этимология
Происходит от слов коми языка: льӧм «черемуха» и ва «река, вода», то есть «черемуховая река, вода».

## Физико-географическая характеристика
Длина составляет 180 км, площадь водосборного бассейна — 9650 км². Лемва образуется слиянием двух рек Большая Лемва и Малая Лемва на западных склонах Приполярного Урала возле границы с Ханты-Мансийским автономным округом.
Течёт на север по ненаселённой местности, быстро собирая воду многочисленных притоков. В верховьях течение бурное и стремительное, в русле множество порогов и перекатов. В среднем течении скорость реки уменьшается, она течёт в холмистой местности, берега высокие, лесистые. Ширина около 50-60 м. Иногда река разбивается на протоки, образуя большие лесистые острова.
В нижнем течении течёт по заболоченной тайге, образуя многочисленны протоки и острова. Лемва впадает в Усу на 1,5 км выше пристани Абезь.
Река используется туристами для водных походов.

## Притоки
Объекты перечислены по порядку от устья к истоку.
- 7 км: река Юнъяха[7]
- 17 км: ручьи Кыдзьрась-Йоль (руч. Кыдзьрасъёль)[6]
- 23 км: река Лемва-Вис[6]
- 36 км: река Пага[8]
- 44 км: река Гына-Курья-Иоль[8]
- 49 км: река Харута[8]
- 59 км: ручей Кузь-Курья-Йоль (руч. Кузь-Курья-Ёль)[8]
- 70 км: река Нерцета[8]
- 75 км: река Грубе-Ю (Грубе)[8]
- 84 км: река без названия[9]
- 110 км: река Тангепте[9]
- 127 км: река Малая Надота[9]
- 131 км: река Хайма[9]
- 146 км: река Парнока-Ю[5]
- 149 км: река Большая Надота (Надота-Ю)[10]
- 180 км: река Большая Лемва[5]
- 180 км: река Малая Лемва[5]